# Шива Раджкумар
Нагараджу Шива Пута Свами (на английски: Shiva Rajkumar; на каннада: ಶಿವರಾಜ್‍ಕುಮಾರ್), по-известен като Шива Раджкумар, е индийски киноактьор и певец.

## Биография
Шива е роден на 12 юли 1963 г. в Ченай в семейство на актьора Раджкумар и жена му Парвартама. Той е най-големият от петте деца в семейството. Неговите братя Рагхавендра и Лохит също се появяват във филмите.
Завършва Университета на Мадрас през 1983 година, след като получава сертификат за бакалавър на науката (по химия).
През 1986 г. се жени за Гита, дъщеря на бившия министър С. Бангарапа. Двойката има две дъщери: Ниведета и Нирепама.
През този години Шива прави актьорския си дебют във филма „Ананд“.

## Филмография
| Година | Филм                | Роля                                       |
| ------ | ------------------- | ------------------------------------------ |
| 1986   | „Anand“             | Ананд                                      |
| 1990   | „Mruthyunjaya“      | Чандру                                     |
| 1995   | „Om“                | Sathya Murthy                              |
| 2013   | „Kaddipudi“         | Кадипуди                                   |
| 2014   | „Aryan“             | Арян                                       |
| 2016   | „Killing Veerappan“ | Специалист на специалната оперативна група |
| 2016   | Shivalinga          | Шива                                       |
| 2017   | Mass Leader         | Капитан Шиврадж                            |